# Хованщина (опера)
«Хованщина» — опера на 5 дій 6 картин російського композитора Модеста Петровича Мусоргського. Лібрето композитора. Автор не встиг завершити цю оперу, і тому наразі опера існує в редакціях Миколи Римського-Корсакова (1881—1882), Ігоря Стравинського та Моріса Равеля (1913) та Дмитра Шостаковича (1959). Найчастіше опера виконується у версії Римського-Корсакова, проте версія Шостаковича вважається ближчою до оригіналу.

## Постановки
Мусоргський працював над «Хованщиною» з 1872 по 1880 роки, але помер, залишивши незавершеними ІІ дію і фінал та інструментувавши лише деякі фрагменти опери. У 1881—1882 роках оперу завершив Римський-Корсаков. При цьому опера була не тільки дописана, але і значною мірою змінена, зокрема у «Літописі мого музичного життя» Римський-Корсаков писав:

| Багато доводилося переробляти, скорочувати й дописувати. В 1 й 2 діях виявилося багато зайвого, потворного по музиці, що затягувало оперу. У 5 дії, навпроти, багато чого не вистачало зовсім, а багато чого було лише в самих чорнових записах. Хор розкольників, з ударами дзвона перед самоспаленням, написаний автором у варварських порожніх квартах і квінтах, я зовсім переробив, тому що первісний вигляд був неможливий Оригінальний текст (рос.) Много приходилось переделывать, сокращать и присочинять. В 1 и 2 действиях оказалось много лишнего, безобразного по музыке и затягивающего оперу. В 5 действии, напротив, многого не хватало совсем, а многое было лишь в самых черновых записях. Хор раскольников, с ударами колокола перед самосожжением, написанный автором в варварских пустых квартах и квинтах, я совершенно переделал, так как первоначальный вид был невозможен...[1] |
Вперше опера в редакції Римського-Корсакова була поставлена у Петербурзі силами любителів 9 лютого 1886 року. 1892 року опера була поставлена приватною антерпризою у Києві, а 1897 — у Москві (в ролі Досіфея — Федір Шаляпін). В той же час на професійну сцену оперу не допускали — каменем спотикання була цензура, що вважала неприйнятними зображення в опері гострих політичних та релігійних конфліктів.
Лише 1911 року оперу вдалося поставити в Маріїнському театрі, після чого оперу сприйняли провідні театри світу. Так, вже в 1912 році опера була поставлена в Большому театрі, в 1913 році — в Парижі в антрепризі С. Дягілева (для цієї постановки Стравинський і Равель відновили і оркестрували авторські епізоди, скорочені Римським-Корсаковим). Наступного десятиліття оперу ставили в Барселоні (1923), Франкфурті-на-Майні (1924), Мілані (1926), Дрездені (1927), Нью-Йорку (1931), Берліні (1958), Лондоні, Белграді. Опера увійшла до репертуару оперних театрів Радянського Союзу.
1959 року опера була екранізована (режисер В. Строєва). В основу екранізації покладено редакцію Дмитра Шостаковича (1958), максимально наближену до оригіналу. Театральна прем'єра редакції Шостаковича відбулася 1960 року в Кіровському (Маріїнському) театрі. З тих пір більшість закордонних постановників віддають перевагу цій редакції. В Большому театрі в редакції Шостаковича опера вперше була поставлена 1995 року.
В Київській опері Хованщина була поставлена у 1962 році в українському перекладі Миколи Бажана, пізніше однак від цього перекладу відмовились на користь мови оригіналу.

## Драматургія
В «Хованщині» з особливою силою проявився мелодичний дар Мусоргського. Опера насичена мелодіями, що плавно ллються, найчастіше вони близькі до протяжливих селянських пісень.
Значне місце в опері займають хорові сцени, що малюють різні групи народу — стрільців, розкольників, московський люд. З разючою майстерністю композитор передає багатоплановість подій у їх безупинному розвитку. Різноманітні за характером — від буйних і хвацьких і до повних непозбутнього смутку — вони передають багатство народного духовного життя. Старовіри в опері — це не тільки фанатики і бузувіри, але й мужні люди, що йдуть на самоспалення, але не здаються. Стрільці показані як розгублена маса, що використовувалась у чужих інтересах.
Разом з тим опера багата на рельєфні індивідуальні характеристики. Це — гордовитий і самовладний Хованський; величавий мудрий Досіфей; палка і готова на подвиг розкольниця Марфа; лукавий Голіцин; боягузливий піддячий та інші.
Ідея опери глибоко трагічна. Як чуйний художник, Мусоргский відчував неминучість загибелі старого порядку, але бачив, що й петровські реформи не принесли полегшення.

## Стислий зміст

### Дія І
Боярин Шакловитий диктує анонімний лист до царя, в якому попереджає Петра про можливий бунт з боку старовірів, та стрільців, очолюваних князем Хованським.
З'являється Іван Хованський, якому голосно співають славу. В цей час його син Андрій намагається силою заволодіти німецькою дівчиною Еммою. Її рятує старовірка Марфа, колишня коханка Андрія. Цю сцену застає Іван Хованський, який також бажає Емму, проте суперечку зупиняє голова розкольників Досіфей.

### Дія ІІ
Князь Голіцин жадає влади, але не може зважитися на заколот. Марфа пророкує князю опалу. Коли вона виходить, князь наказує вбити Марфу. З'являється Іван Хованський, а за ним і Досіфей, вони сперечаються про майбутнє захоплення влади. Повертається Марфа, яку петровці врятували від смерті, а за нею — Шакловитий, який інформує всіх зібраних про те, що Петру відомо про заколот і він має намір з ним покінчити.

### Дія III
Картина І. Марфа співає про своє нерозділене кохання до Андрія Хованського і зізнається в тому Досіфею. Повертаються стрільці напідпитку. З'являється піддячий, який повідомляє їх про наближення петровських рейтар. Стрільці йдуть до Івана Хованського з проханням очолити боротьбу проти рейтар, проте Хованський, наляканий гнівом Петра просить їх мирно чекати своєї долі.
Картина ІІ. Іван Хованський шукає спокою у розвагах. З'являється Шакловитий, який запрошує князя на таємну нараду до Софії. Легковажно Хованський наряджається і в цей момент Шакловитий його вбиває.

### Дія IV
Голіцина відправляють на заслання. До розкольників наближаються рейтари. Марфа повідомляє Андрію Хованському про загибель батька і пропонує сховатися. Андрій, відчуваючи неможливість спротиву погоджується.
Тим часом боярин Стрешнєв зачитує наказ Петра про помилування стрільців. Цар Петро урочисто входить до Москви.

### Дія V
Розкольники переховуються від царських військ у сосновому лісі. З наближенням рейтар Марфа і Досіфей вирішують вчинити масове самоспалення. Для Марфи це єдина можливість навіки залишитись з коханим. Усі розкольники гинуть у вогні, разом з ними Андрій, Марфа і Досіфей. Очам підоспілих рейтар відкривається лише гігантське вогнище.